# Bulimulus darwini
Bulimulus darwini е вид охлюв от семейство Orthalicidae. Видът е уязвим и сериозно застрашен от изчезване.

## Разпространение и местообитание
Разпространен е в Еквадор (Галапагоски острови).
Обитава гористи местности, храсталаци и степи в райони с тропически и субтропичен климат.